# Гидросфера Марса

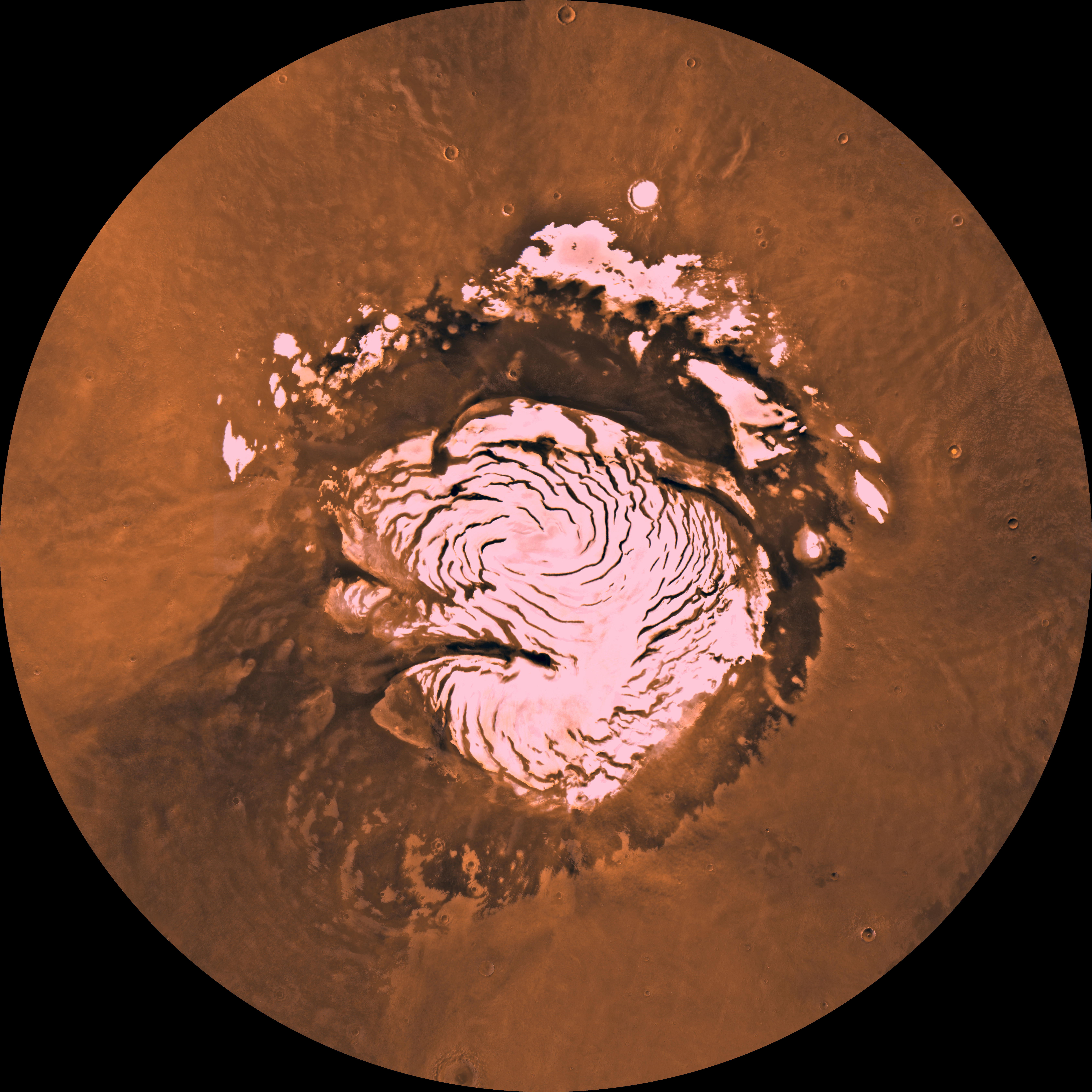
Северная полярная шапка Марса

Гидросфера Марса — совокупность водных запасов планеты Марс, представленная водным льдом в полярных шапках, парами воды и облаками в атмосфере, льдом над поверхностью, сезонными ручьями из жидкой воды и возможными резервуарами жидкой воды и водных растворов солей в верхних слоях литосферы Марса. Гидросфера Марса, вследствие господствующих низких температур на Марсе и нахождения запасов воды в твердом состоянии, также называется криолитосферой.

## Поиски воды на Марсе
Марс весьма схож с Землёй по многим показателям, что заставляло учёных XIX — начала XX века допускать, что на нём есть жизнь и есть жидкая вода. По мере роста объёма данных о планете, собранных различными методами, например, с помощью спектроскопических измерений, стало понятно, что воды в атмосфере Марса ничтожно мало, однако она всё же есть. Прежде всего внимание исследователей привлекли полярные шапки Марса, так как предполагалось, что они могут состоять из водного льда по аналогии с Антарктидой или Гренландией на Земле, однако высказывалась и гипотеза, что это твёрдый диоксид углерода. В пользу последней говорили результаты одного из первых численных экспериментов 1966 года на ЭВМ IBM 7074 по моделированию суточных и годовых изменений температуры на поверхности Марса в зависимости от широты и соответствующей динамики полярных шапок для случаев, когда они состоят из H2O и CO2. Авторы этой работы пришли к заключению, что полученная ими годичная вариация размера полярных шапок во втором случае гораздо ближе к наблюдаемой.
На смену астрономическим наблюдениям и спектроскопическому измерению с началом эры космонавтики пришло и прямое изучение Марса и поисков воды на нём с помощью АМС.
Так, на первых подробных изображениях поверхности Марса, полученные аппаратом «Маринер-9», можно видеть сети долин (такие как долины Нергала) — элементы рельефа, свидетельствующие о присутствии в прошлом жидкой воды, в частности, подтопления грунтовыми водами склонов оврагов, поскольку они выглядят идентично эрозионным структурам на Земле, например, на Гавайских островах и в каньонах Эскаланте плато Колорадо.
Помимо разветвлённой сети долин, начиная с этих ранних снимков «Маринера-9» различают элементы рельефа, связанные с интенсивным разливом и называемые каналами оттока. Они выглядят как уменьшенная копия крупнейших земных дилювиальных форм. На сегодняшний день считается общепризнанной гипотеза, что происхождение этих каналов также связано именно с жидкой водой, хотя теоретически возможны и другие варианты. Каналы оттока в основном моложе сетей долин, хотя встречаются и достаточно древние образования. По всей видимости, они сформировались в период, когда условия на поверхности Марса были примерно такими же, как сейчас.

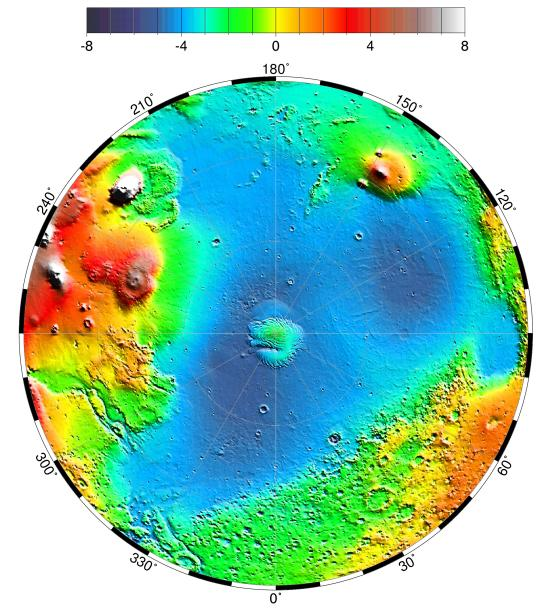
Равновеликая азимутальная проекция Ламберта рельефа поверхности Марса от северного полюса до экватора, отснятого высотомером MOLA. Граница Северной низменности сильно напоминает берег океана, возможно, покрывавшего эту площадь в древности.

В конце 1990-х годов аппаратом Mars Global Surveyor были собраны топографические данные с помощью высотомера MOLA, на основании которых составлены полные карты рельефа поверхности Марса. Помимо многочисленных сетей долин и каналов оттока, на них хорошо просматривается район Северной низменности, и его граница — зона контакта — сильно напоминает берег постоянного водоёма. В пользу гипотезы океана свидетельствует то, что линия контакта практически эквипотенциальна; параллельно ей располагаются характерные террасы; заключённый внутри неё объём согласуется с оценками объёма жидкой воды на раннем Марсе; поверхность низменности гораздо более гладкая, чем её окрестности. Впоследствии ещё одним аргументом в поддержку этой теории стал также анализ распределения элементов рельефа, подобных речным дельтам: многие из них расположены вдоль этой береговой линии, в частности, на одной и той же высоте.
Аппаратом Mars Global Surveyor были получены и обычные снимки, и их анализ в 2000 году подтвердил существование каналов, сформированных потоками жидкой воды, а также песка и грязевых отложений, оставленных этими потоками. Эти элементы рельефа были настолько свежими, что можно говорить о том, что они формируются и в настоящий период. Позже наличие на тёплых склонах так называемых сезонных поверхностных линий — темных полос, появляющихся на поверхности планеты в теплое время года и похожих на отложения солей, — было засвидетельствовано снимками камеры HiRISE на орбитальном аппарате Mars Reconnaissance Orbiter. А с помощью спектрометра CRISM на его борту в 2015 году наконец было подтверждено, что они образуются на месте периодических потоков солёной воды в жидком состоянии. Активные исследования сезонных поверхностных линий продолжаются, в том числе и с помощью других инструментов, например, THEMIS на орбитальном аппарате «Марс Одиссей».
В начале 2000-х годов с помощью гамма-спектрометра на орбитальном аппарате «Марс Одиссей» было обнаружено большое количество водорода в приповерхностном слое Марса — особенно в приполярных областях — что, скорее всего, свидетельствует о нахождении там колоссального количества (35 ± 15 % слоя по весу) воды в твёрдом состоянии. Присутствие льда было подтверждено данными марсохода «Феникс», работавшего возле северного полюса планеты: белое вещество, обнаруженное на дне вырытой им небольшой траншеи, испарилось за несколько дней, что характерно именно для льда. Аналогичный процесс был зарегистрирован аппаратом Mars Reconnaissance Orbiter и для вещества на дне свежих кратеров, в том числе и на низких широтах. На снимках аппаратов Mars Global Surveyor, «Марс Одиссей», Mars Reconnaissance Orbiter и «Марс Экспресс» можно видеть ещё одно свидетельство повсеместного присутствия льда в приповерхностном слое Марса — формы рельефа, напоминающие земные ледники. А радиолокатор SHARAD на аппарате Mars Reconnaissance Orbiter подтвердил, что под тонким слоем пыли и грязи в этих образованиях (в том числе в средних широтах) действительно находится лёд.
В 2022 году китайскими учёными были получены доказательства того, что вода на Марсе оставалась в жидком виде гораздо дольше, чем считалось ранее. Марсоход «Чжужун» обнаружил на равнине Утопия гидратированные отложения и минералы, возраст которых оценивается в 757 ± 66 млн лет, что свидетельствует о присутствии большого количества воды на Марсе в то время.
В 2024 году были опубликованы результаты проведенного под руководством Вашана Райта, геофизика из Калифорнийского университета в Сан-Диего анализа данных, собранных аппаратом InSight в ходе четырехлетней миссии, которая завершилась в 2022 году. Исследователи пришли к выводу, что наличие жидкой воды в коре Марса на глубине 11,5 — 20 км наиболее правдоподобно объясняет полученные данные.

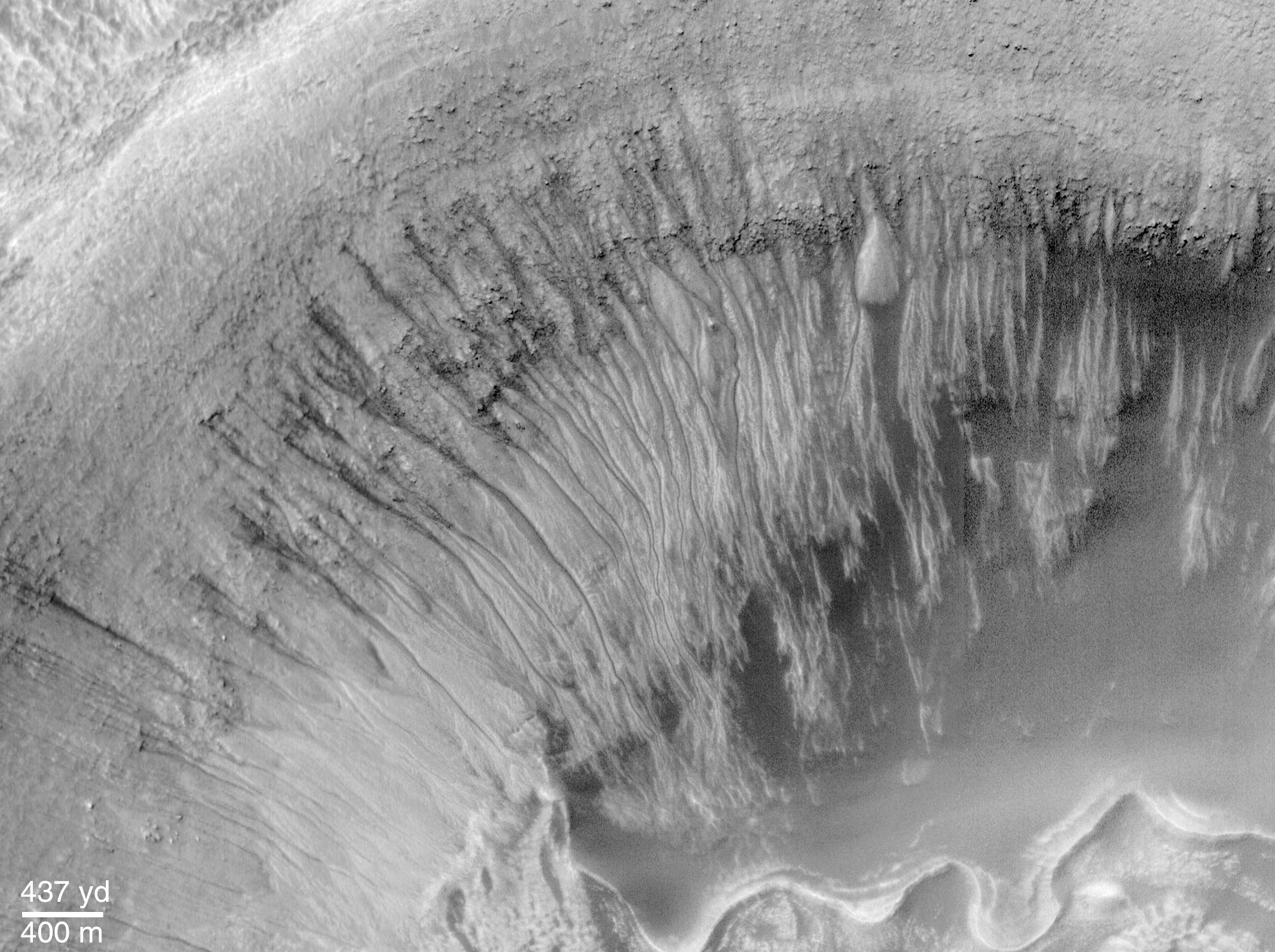
Узкие овраги[англ.] на склоне кратера Ньютон[англ.], возможно, созданные потоками жидкой воды. Снимок аппарата Mars Global Surveyor, 2000 г.
Динамика сезонных поверхностных линий[англ.] на склоне кратера Ньютон, составленная по данным аппарата Mars Reconnaissance Orbiter в 2011 г.
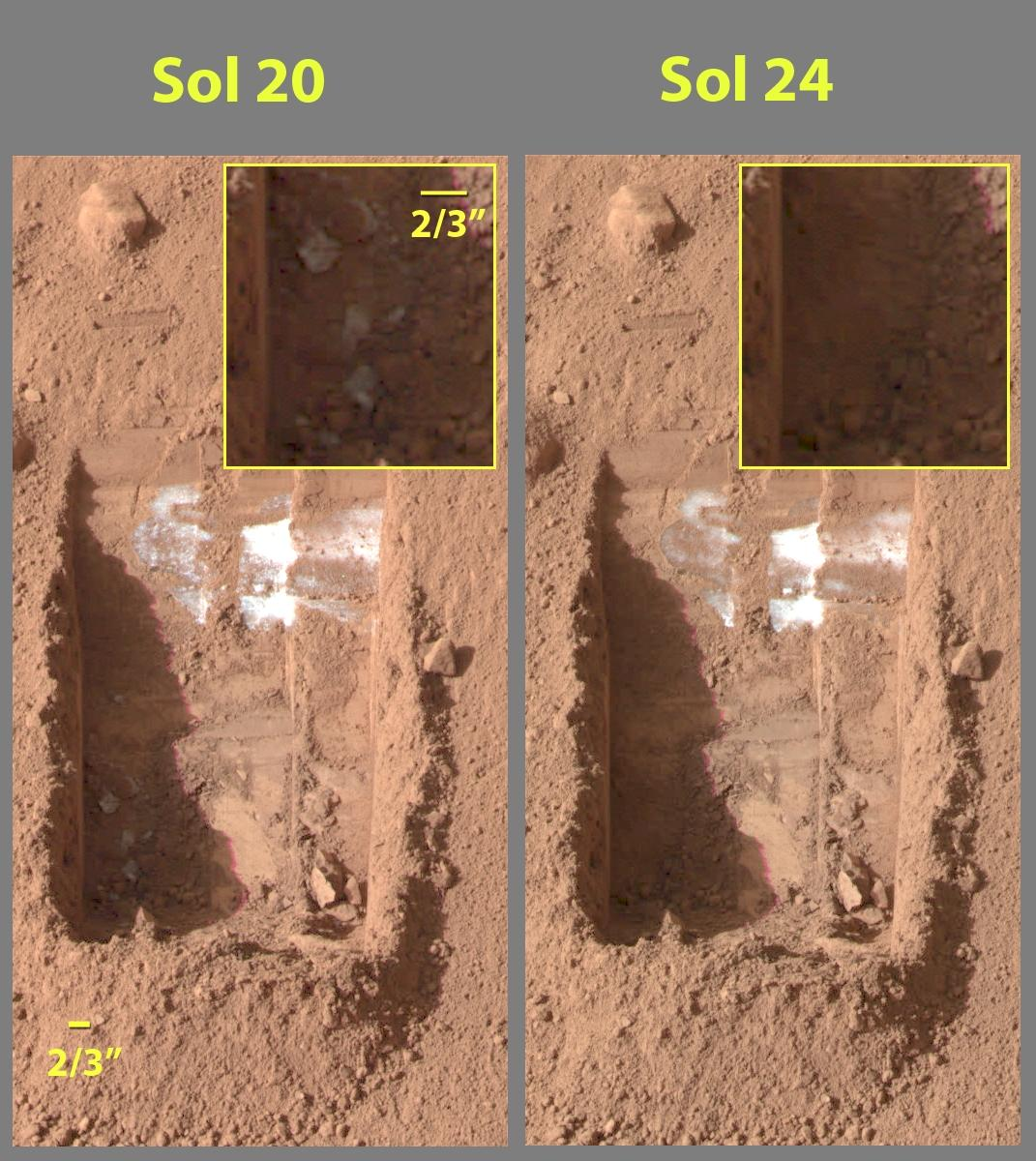
Испарение льда на дне канавки, сделанной аппаратом «Феникс» в 2008 г.
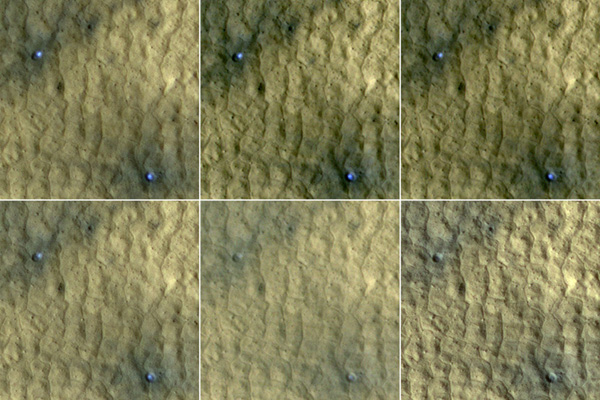
Испарение льда в свежих кратерах в серии изображений камеры HiRISE на аппарате Mars Reconnaissance Orbiter, 2009 г.
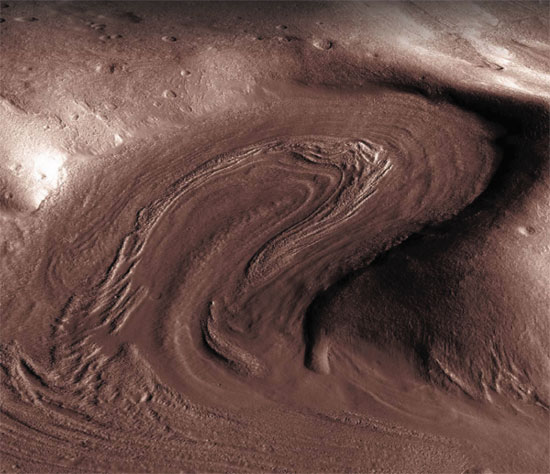
Полосные долинные отложения[англ.] в районе столовых гор Протонил[англ.] - образования, напоминающие ледники; снимок панхроматической контекстной камеры (CTX) аппарата Mars Reconnaissance Orbiter, 2008 г.
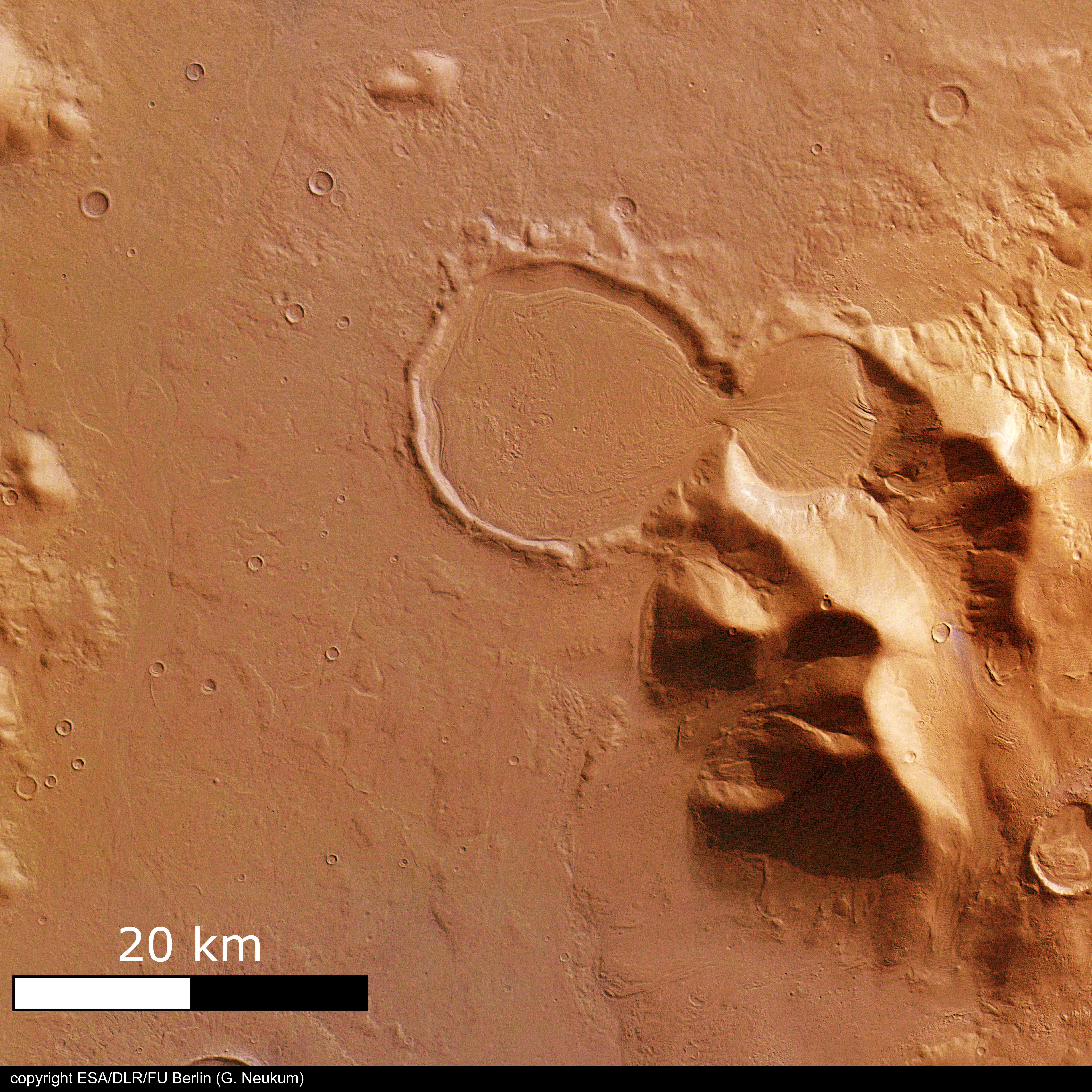
Лопастные наносные окраины[англ.] у основания массива на восточном краю бассейна Эллада, снимок стереокамеры высокого разрешения[англ.] аппарата «Марс Экспресс», 2005 г.

## Запасы воды на Марсе в настоящее время

### Лёд

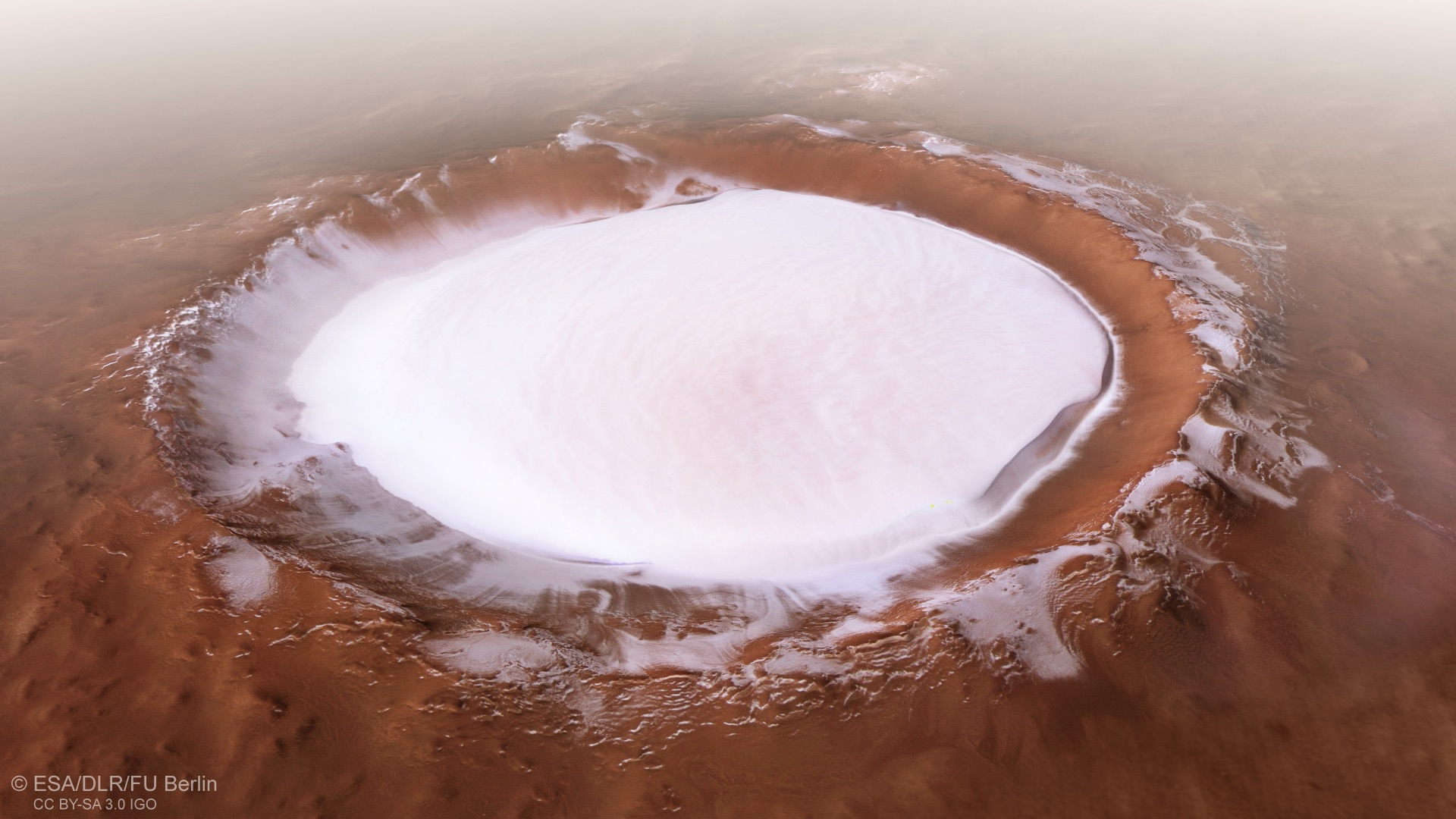
Кратер Королёв, содержащий 2200 кубических километров льда — примерно столько, сколько воды в канадском Большом Медвежьем озере.

В настоящее время открытые и достоверно установленные объёмы воды на Марсе сосредоточены преимущественно в так называемой криосфере — приповерхностном слое вечной мерзлоты мощностью в десятки и сотни метров. Бо́льшая часть этого льда находится под поверхностью планеты, поскольку при нынешних климатических условиях не может существовать стабильно и оказавшись на поверхности, быстро испаряется; только в приполярных областях температура достаточно низкая для стабильного существования льда в течение всего года — это полярные шапки. Общий объём льда на поверхности и в приповерхностном слое оценивается в 5 млн км³ (а в более глубоких слоях, вероятно, могут быть сосредоточены гораздо бо́льшие запасы подмерзлотных солёных вод. Их объём оценивается в 54-77 млн км³). В расплавленном состоянии он покрыл бы поверхность Марса слоем воды толщиной 35 м.
На полюсах концентрация водного льда в криосфере ожидаемо высока — до 100 %. Объём льда в полярных шапках планеты составляет 2-2,8 млн км³. На широтах выше 60° она практически везде не менее 20 %; ближе к экватору — в среднем несколько ниже, но всё же повсюду отлична от нуля, больше всего — до 10 % — в районе вулканов в Элизиуме, в Сабейской земле и к северу от земли Сирен.

### Жидкость
25 июля 2018 года вышел доклад об открытии, основанном на исследованиях радаром MARSIS. Работы показали наличие подлёдного озера на Марсе, расположенного на глубине 1,5 км подо льдом Южной полярной шапки, шириной около 20 км. Это стало первым известным постоянным водоёмом на Марсе.
Зондирование области шириной около 200 километров с помощью MARSIS показало, что поверхность Южного полюса Марса покрыта несколькими слоями льда и пыли и глубиной около 1,5 км. Особенно мощное усиление отражения сигнала было зафиксировано под слоистыми отложениями в пределах 20-километровой зоны на глубине около 1,5 км. Проанализировав свойства отраженного сигнала и изучив состав слоистых отложений, а также ожидаемый температурный профиль под поверхностью этой области, ученые пришли к выводу, что радар обнаружил под поверхностью карман с озером из жидкой воды. Прибор не смог определить, насколько глубоким может быть озеро, но его глубина должна составлять как минимум несколько десятков сантиметров (таким должен быть слой воды, чтобы его увидел MARSIS). Однако, повторный анализ радарных данных аппарата Mars Express и лабораторные эксперименты показали, что так называемые «озёра» могут являться гидратированными и холодными отложениями, включающими глину (смектиты), минералы, содержащие металлы, и солёный лёд.

## Вода на Марсе в прошлом

### Долгосрочные изменения климата
Водяной лёд не может стабильно существовать на Марсе при сегодняшних климатических условиях, однако подтверждено, что он присутствует в приповерхностном слое практически повсеместно, в том числе в приэкваториальных областях. Наиболее вероятно, что он оказался там в более ранний период эволюции планеты, когда угол наклона оси вращения Марса достигал больших значений порядка 45°. Численное моделирование показало, что при этом в полярных областях, которые становятся самыми тёплыми участками, H2O и CO2 сублимируются в атмосферу, затем вода конденсируется в лёд и снег в низких широтах, где теперь холодно, и таким образом полярные шапки смещаются к экватору. Подтверждением этому являются обнаруживаемые во многих (в том числе приэкваториальных) областях Марса формы рельефа, напоминающие земные ледники: очевидно, что они сформировались именно в такой период. Наоборот, когда наклон оси вращения уменьшается, в полярных областях снова становится холоднее, а в экваториальных — теплее; вода, замёрзшая там в приповерхностных слоях, сублимируется и снова конденсируется в ледяные полярные шапки. Последовательное чередование этих периодов можно отследить по формирующимся таким образом слоистым отложениям в полярных шапках, однако для этого необходимо сделать допущение о том, сколько времени требуется на образование каждого слоя. На предмет того, насколько частыми были такие смены, продолжается дискуссия: моделирование климата (ключевое влияние на который оказывает хаотический процесс изменения наклона угла оси вращения), особенно в геологических временных масштабах, на сегодняшний день невозможно с требуемой точностью.

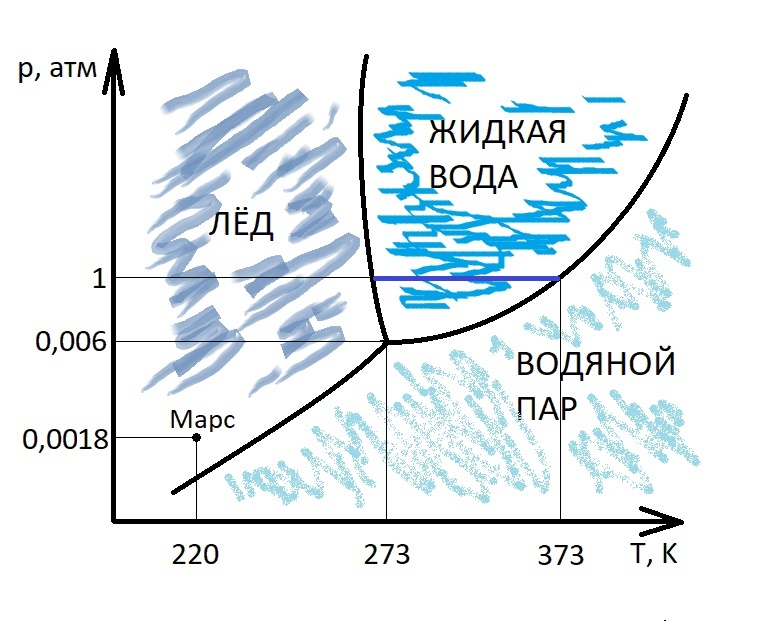
Жидкая вода не может стабильно существовать на поверхности Марса при нынешних климатических условиях.

Вода (по крайней мере чистая) в жидком состоянии сейчас также не может существовать на Марсе стабильно, однако судя по многочисленным свидетельствам, ранее ситуация была иной. Очевидно, что для этого температура и парциальное давление водяного пара в атмосфере должны были быть выше тройной точки на фазовой диаграмме, тогда как сейчас они далеки от соответствующих значений. Если повысится только температура, а давление останется низким, лёд сублимируется напрямую в водяной пар, минуя жидкую фазу. Между тем, даже повысить температуру на 50° очень затруднительно и возможно лишь посредством парникового эффекта. Однако лавинный парниковый эффект за счёт паров воды в атмосфере, в отличие от Земли, на Марсе невозможен из-за низких температур, при которых водяной пар не сможет стабильно оставаться в атмосфере и неизбежно сконденсируется на поверхности планеты обратно в лёд. Но другой парниковый газ — CO2 — вполне может существовать в условиях Марса, и благодаря ему температура может повыситься до значений, при которых стабилен водяной пар, а когда его становится в атмосфере больше, его парциальное давление может стать достаточным уже для существования жидкой воды. Для этого необходимо парциальное давление углекислого газа порядка 1 атм. Правда, если даже такой механизм имел место, неизвестно, куда делся теперь весь этот объём CO2, — он мог остаться в отложениях карбоната кальция либо улетучиться с остальной атмосферой.
Ряд авторов не разделяет эту гипотезу, полагая, что углекислый газ не может обеспечить достаточной интенсивности парникового эффекта. Предлагались механизмы, задействующие другие парниковые газы, например, водород, предположительно вулканического происхождения. На сегодняшний день на этот счёт нет общепринятой теории, во многом из-за трудностей моделирования парникового эффекта даже на Земле, в котором и по настоящий момент остаётся много неопределённости.

### Эволюция гидросферы Марса

Расположение проточных палеоозёр, включая 30, атрибутированных по геологическим эпохам

Большой интерес в геологическом прошлом планеты Марс вызывают два периода — гесперийский и амазонийский.

#### Гесперийский период

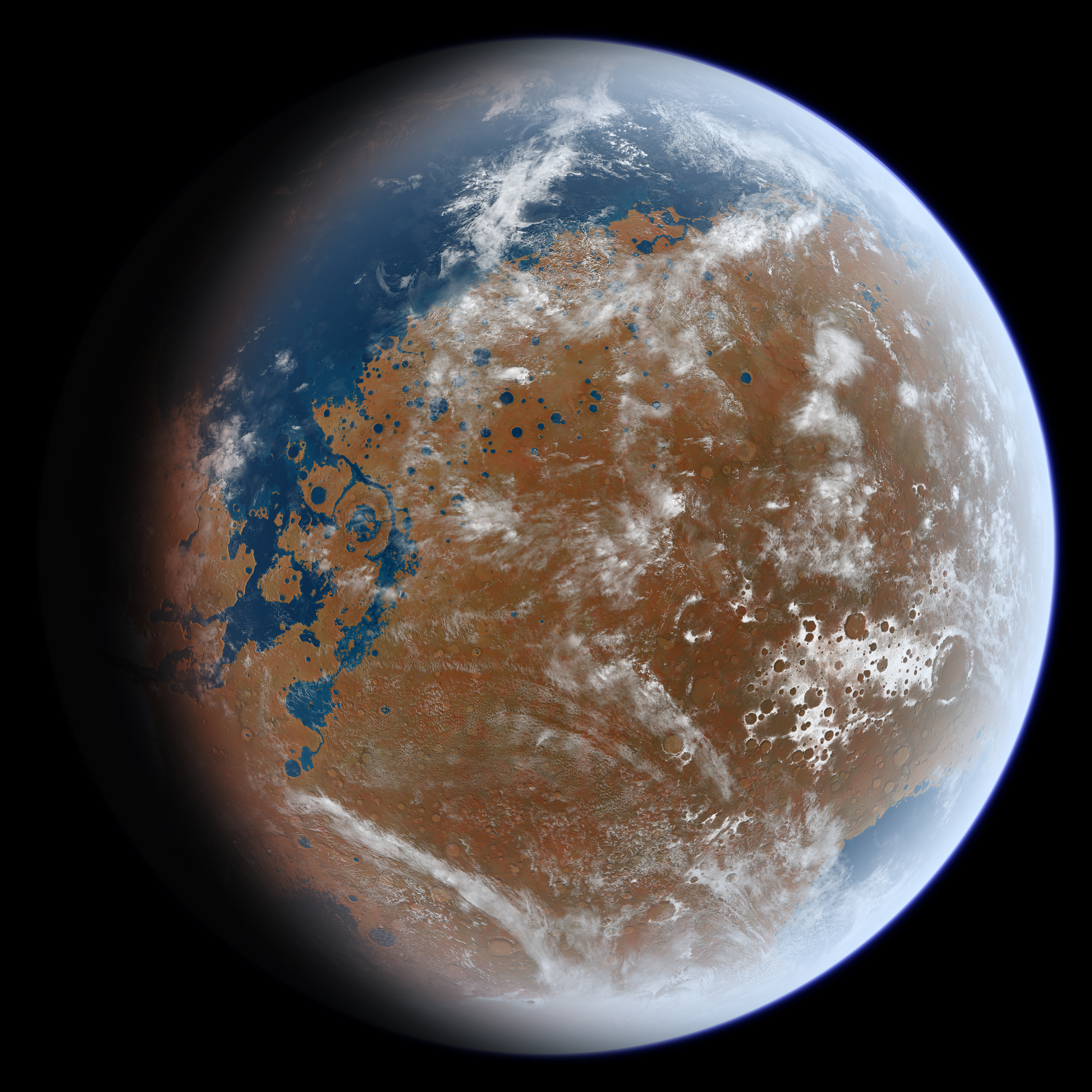
Так мог бы выглядеть древний Марс, если бы на нём был океан.

В гесперийском периоде (3,5—2,5 млрд лет назад) Марс достиг вершины своей эволюции и имел постоянную гидросферу. Северную равнину планеты в то время занимал солёный океан объёмом до 15-17 млн км³ и глубиной 0,7—1 км (для сравнения, Северный Ледовитый океан Земли имеет объём 18,07 млн км³). В отдельные промежутки времени этот океан распадался на два. Один океан, округлый, заполнял бассейн ударного происхождения в районе Утопии, другой, неправильной формы, — район Северного полюса Марса. В умеренных и низких широтах было много озёр и рек, на Южном плато — ледники. Марс обладал очень плотной атмосферой, аналогичной той, которая в то время была у Земли, при температуре у поверхности доходившей до 50 °C и давлении свыше 1 атмосферы. Теоретически в гесперийском периоде на Марсе могла существовать и биосфера.

#### Амазонийский период
В амазонийском периоде (около 2,5—1 млрд лет назад) климат на Марсе стал катастрофически быстро меняться. Происходили мощнейшие, но постепенно затухающие глобальные тектонические и вулканические процессы, в ходе которых возникли крупнейшие в Солнечной системе вулканы (Олимп), несколько раз сильно изменялись характеристики самой гидросферы и атмосферы, появлялся и исчезал Северный океан. Катастрофические наводнения, связанные с таянием криосферы привели к образованию грандиозных каньонов: в долину Ареса с южных нагорий Марса стекал поток полноводнее Амазонки; расход воды в долине Касей превышал 1 млрд м³/с. Миллиард лет назад активные процессы в литосфере, гидросфере и атмосфере Марса прекратились, и он принял современный облик. Виной глобальных катастрофических изменений марсианского климата считаются большой эксцентриситет орбиты и неустойчивость оси вращения, вызывающие огромные, до 45 %, колебания потока солнечной энергии, падающей на поверхность планеты; слабый приток тепла из недр Марса, обусловленный небольшой массой планеты, и высокой разрежённостью атмосферы, обусловленной высокой степенью её диссипации.